# 1842
Промислова революція •  Національно-визвольні рухи • Робітничий рух •  Російська імперія

## Геополітична ситуація
У Росії править імператор Микола I (до 1855). Російській імперії належить більша частина України, значна частина Польщі, Грузія, Закавказзя, Фінляндія, Аляска, Волощина та Молдова. Україну розділено між двома державами — Королівство Галичини та Володимирії належить Австрії, Правобережжя, Лівобережжя та Крим — Російській імперії.
В Османській імперії править султан Абдул-Меджид I (до 1861). Під владою османів перебувають Близький Схід та Єгипет, Середземноморське узбережжя Північної Африки, Болгарія. Васалами османів є Сербія та Боснія.
Австрійську імперію очолює Фердинанд I (до 1848). Вона охоплює, крім власне австрійських земель, Угорщину з Хорватією, Трансильванію, Богемію, Північну Італію. Короля Пруссії — Фрідріха-Вільгельма III змінив Фрідріх-Вільгельм IV (до 1861). Королівство Баварія очолює Людвіг I (до 1848). Австрія, Пруссія, Баварія та інші німецькомовні держави об'єднані в Німецький союз.
У Франції королює Луї-Філіпп I (до 1848). Франція має колонії в Алжирі, Карибському басейні, Південній Америці та Індії. На троні Іспанії сидить Ізабелла II (до 1868). Королівству Іспанія належать частина островів Карибського басейну, Філіппіни. Королева Португалії — Марія II (до 1853). Португалія має володіння в Африці, Індії, Індійському океані й Індонезії.
У Великій Британії триває Вікторіанська епоха — править королева Вікторія (до 1901). Британія має колонії в Північній Америці, на Карибах та в Індії. Королівство Нідерланди очолює Віллем II (до 1849). Король Данії та Норвегії — Фредерік VII (до 1863), на шведському троні сидить Карл XIV Юхан Бернадот (до 1844). Італія розділена між Австрією та Королівством Обох Сицилій. Існує Папська держава з центром у Римі.
Бразильську імперію очолює Педру II (до 1889). Посаду президента США обіймає Джон Тайлер. Територія на півночі північноамериканського континенту, Провінції Канади, належить Великій Британії, територія на півдні та заході континенту належить Мексиці.
В Ірані при владі Каджари. Британська Ост-Індійська компанія захопила контроль майже над усім Індостаном. У Пенджабі існує Сикхська держава. У Бірмі править династія Конбаун, у В'єтнамі — династія Нгуєн. У Китаї володарює Династія Цін. У Японії триває період Едо.

## Події

### В Україні
- У Львові відкрився театр Скрабка.
- У Києві зведено будівлю інституту шляхетних дівчат.

### У світі
- На початку січня афганські повстанці знищили армію Британської Ост-Індської компанії на чолі з Елфінстоном.
- Закінчилася Перша опіумна війна. 29 серпня підписано Нанкінський договір між Великою Британією та Китаєм.
- 9 серпня підписано Договір Вебстера — Ешбертона, що встановив границю між США та Канадою.
- Острів Таїті в Полінезії оголошено протекторатом Франції.

### У суспільному житті
- Засновано Весліанський університет Огайо.
- Засновано Університет Нотр-Дам.
- Засновано Делфтський технічний університет.
- Верховний суд США легалізував страйки та профспілки.
- Йозеф Гролль зварив перший пільзнер.
- У Пруссії запровадили шолом пікельгаубе.

### У науці
- Джон Гершель винайшов ціанотипію.
- Юліус Роберт фон Маєр висловив припущення про еквівалентність роботи та теплоти.
- Крістіан Доплер відкрив ефект Доплера.

### У мистецтві
- Почалася серіалізація роману Ежена Сю «Паризькі таємниці».
- Побачив світ перший том епічної поеми Миколи Гоголя «Мертві душі».
- Шопен написав «Героїчний» полонез.
- Відбулася прем'єра опери Джузеппе Верді «Набукко».
- Засновано Віденський філармонічний оркестр.
- Засновано Нью-Йоркський філармонічний оркестр.

## Народились
Див. також Категорія:Народились 1842
- 1 січня — Мова Василь Семенович, український письменник, поет, драматург.
- 1 лютого — український живописець і педагог Володимир Орловський.
- 24 лютого — Юліян Романчук, громадський і політичний діяч Галичини.
- 26 лютого — Каміль Фламмаріон, французький астроном, письменник, засновник Французького астрономічного товариства (1887).
- 22 березня — Микола Віталійович Лисенко, український композитор, фольклорист.
- 14 серпня — Жан Гастон Дарбу, французький математик.

## Померли
Див. також Категорія:Померли 1842